# Ichnanthus inconstans
Ichnanthus inconstans är en gräsart som först beskrevs av Carl Bernhard von Trinius och Christian Gottfried Daniel Nees von Esenbeck, och fick sitt nu gällande namn av Johann es Christoph Christian Döll. Ichnanthus inconstans ingår i släktet Ichnanthus och familjen gräs. Inga underarter finns listade i Catalogue of Life.